# 邓昌黎
鄧昌黎（1926年9月5日—2022年6月24日），物理学家，台灣中央研究院院士。生于北京，祖籍福建福州市，其兄為小提琴家鄧昌國。

## 生平
少年时代就读北平私立志成中学。1946年北平辅仁大学物理学士。 1948年美国芝加哥大学物理硕士。1951年美国芝加哥大学物理博士。1955年-1962年任美国阿贡国家实验室理论组组长， 1962年-1967年任加速器部主任。1966年当选中研院院士。 
1967年—1972年任美国费米国家加速器实验室加速器理论组组长，1974年—1979年任加速器部高级计划系主任。1983年—1985年任行政院同步辐射研究中心主任。1986年—1987年任美国费米国家加速器实验室加速器物理系主任。1987年—1989年任美国费米国家加速器实验室特别计划室主任。1989年任美国阿冈国家原子能研究所加速器物理部主任。